# Стрижак Аліна
Стрижак Аліна (нар. 26 жовтня 1984 року) — відома українська журналістка.

## Біографія
В 2006 році закінчила факультет журналістики Київського національного університету ім. Т. Шевченка.
З 2005 року працює журналісткою в журналі «Країна» і «Газета по-українськи».
Також є журналісткою програми «Наші гроші» (ZIK).

## Погрози
В вересні 2014 року журналісти телепроєкту «Наші гроші» з’ясували, що родина заступника Генерального прокурора України Анатолія Даниленка володіє 140 гектарами водойм поблизу сіл Мала та Велика Солтанівка Васильківського району на Київщині. Ставки вивели із держвласності за схемою, популярною у 90-их.
Під час зйомок сюжету журналістка Аліна Стрижак отримала погрози щодо неї та її родини. Це стало першим випадком застосування погроз щодо журналістів "Наших грошей" за увесь час існування проєкту.
Голова Верховної Ради Олександр Турчинов з цього приводу, зокрема, заявив: "У розслідуваннях журналістів прозвучали шокуючі факти корупції, які викликають у суспільстві справедливе запитання: чи такою вони бачили Україну після Революції гідності, чи мають право перебувати при владі особи, які зазіхають на державне майно?"